# Шавон
Шаво́н (фр. Chavonne) — коммуна во Франции, находится в регионе Пикардия. Департамент коммуны — Эна. Входит в состав кантона Фер-ан-Тарденуа. Округ коммуны — Суасон.
Код INSEE коммуны — 02176.

## Население
Население коммуны на 2010 год составляло 193 человека.
| 1962 | 1968 | 1975 | 1982 | 1990 | 1999 | 2010 |
| ---- | ---- | ---- | ---- | ---- | ---- | ---- |
| 145  | 129  | 139  | 150  | 153  | 182  | 193  |

## Экономика
В 2010 году среди 124 человек трудоспособного возраста (15—64 лет) 92 были экономически активными, 32 — неактивными (показатель активности — 74,2 %, в 1999 году было 71,7 %). Из 92 активных жителей работали 84 человека (49 мужчин и 35 женщин), безработных было 8 (5 мужчин и 3 женщины). Среди 32 неактивных 9 человек были учениками или студентами, 6 — пенсионерами, 17 были неактивными по другим причинам.